# Trichophoroides
Trichophoroides is een kevergeslacht uit de familie van de boktorren (Cerambycidae). De wetenschappelijke naam van het geslacht werd voor het eerst geldig gepubliceerd in 1935 door Linsley.

## Soorten
Trichophoroides omvat de volgende soorten:
- Trichophoroides dozieri (Fisher, 1932)
- Trichophoroides albisparsus (Bates, 1872)
- Trichophoroides aurivillii (Linsley, 1961)
- Trichophoroides decipiens (Bates, 1880)
- Trichophoroides jansoni (Bates, 1885)
- Trichophoroides niveus Linsley, 1935
- Trichophoroides pilicornis (Fuchs, 1961)
- Trichophoroides signaticolle (Chevrolat, 1862)
- Trichophoroides variolosus (Fisher, 1947)